# 陸見賢
陸見賢（529年—578年），南朝陈吴郡（今江苏省苏州市）人，陸缮哥哥的儿子。
陸見賢曾祖陆惠晓，南齐太常卿。祖父陆任，南梁御史中丞。陆见贤为人方正典雅，受知于陈顼。陈顼为扬州牧时，召他以为治中从事史，深受赏识与优遇。陈顼即位为陈宣帝，陸見賢历任给事黄门侍郎，长沙、鄱阳二王长史，寻阳郡太守，少府卿。太建十年卒，赠廷尉卿，谥号平子。